# August Filip av Holstein-Beck
August Filip, hertig av Holstein-Beck, född 11 november 1612 i Sønderborg, död 6 maj 1675, var son till Alexander av Sonderburg och Dorothea von Schwarzburg-Sondershausen. Gift med Marie Sibylle von Nassau-Saarbrücken den 12 april 1651 i Beck.
August efterträddes som hertig av sin son, Fredrik Ludvig av Holstein-Beck.